# Festival Merlinka
El Festival Internacional de Cine Queer Merlinka o Festival Merlinka es un festival anual de cine de temática LGBT que se organiza anualmente en Belgrado (desde 2009), Sarajevo (desde 2013) y Podgorica (desde 2014). La edición de Belgrado se organiza en el Centro Juvenil de Belgrado durante la segunda semana de diciembre y tiene una duración de cinco días. Las ediciones de Sarajevo y Podgorica se organizan en enero y febrero de cada año, organizándose la primera en el Art Cinema Kriterion y la segunda en el PR Centre. El festival fue fundado en 2009 por el Gay Lesbian Info Centre bajo la dirección de Predrag Azdejković y el Belgrade Youth Center.
Proyecta largometrajes, documentales y cortometrajes de todo el mundo que tratan temas de homosexuales, lesbianas, bisexuales, transgénero, transexuales, intersexuales y queer. El festival entrega premios a mejor largometraje, mejor corto y mejor documental; el premio se llama "Dorothy's Shoe" ("Zapato de Dorothy").
El festival lleva el nombre de Vjeran Miladinović Merlinka, una trabajadora sexual y actriz transgénero que fue asesinada en 2003. Es más conocida por su papel en la película Marble Ass, ganadora del premio Teddy, dirigida por Želimir Žilnik. El festival se estableció para promover el arte y la cultura LGBT. En 2014, el festival produjo una obra de teatro sobre la vida de Vjeran, La confesión de Merlinka, dirigida por Stevan Bodroža. Merlinka es el único festival de cine activo que se organiza anualmente en varios países.

## Premios
El Festival otorga el premio Zapato de Dorothy al mejor cortometraje. Hasta 2012 el festival otorgaba premios al mejor largometraje y documental.
| Año  | Película                                 | Género       | País                 |
| ---- | ---------------------------------------- | ------------ | -------------------- |
| 2009 | Otto; or Up with Dead People             | Largometraje | Alemania             |
| 2010 | Tools 4 Fools                            | Cortometraje | Estados Unidos       |
| 2010 | The Big Gay Musical                      | Largometraje | Estados Unidos       |
| 2010 | Familiensache                            | Documental   | Suiza                |
| 2011 | Frischluft-Therapie                      | Cortometraje | Alemania             |
| 2011 | Weekend                                  | Largometraje | Reino Unido          |
| 2011 | East Bloc Love                           | Documental   | Bielorrusia          |
| 2012 | I've Only Just Begun                     | Cortometraje | Rusia                |
| 2012 | Gayby                                    | Largometraje | Estados Unidos       |
| 2012 | I Am a Woman Now                         | Documental   | Países Bajos         |
| 2013 | Camionero                                | Cortometraje | Cuba                 |
| 2014 | Through The Mirror I call it love        | Cortometraje | Filipinas Líbano     |
| 2015 | 09:55-11:05, Ingrid Ekman, Bergsgatan 4B | Cortometraje | Suecia               |
| 2016 | Open Wound                               | Largometraje | Serbia               |
| 2016 | Strike A Pose                            | Documental   | Países Bajos         |
| 2016 | Dove                                     | Cortometraje | Grecia               |
| 2016 | Transition                               | Cortometraje | Serbia               |
| 2017 | BPM (Beats per Minute)                   | Largometraje | Francia              |
| 2017 | Queercore: How to Punk a Revolution      | Documental   | Alemania             |
| 2017 | Fish Curry                               | Cortometraje | India                |
| 2017 | Quiero decirte                           | Cortometraje | Serbia               |
| 2018 | Hard Paint                               | Largometraje | Brasil               |
| 2018 | Tranny Fag                               | Documental   | Brasil               |
| 2018 | Whole                                    | Cortometraje | Bulgaria             |
| 2018 | Two of Every Kind                        | Animación    | Israel               |
| 2018 | Sisak                                    | Cortometraje | India                |
| 2018 | Zid                                      | Cortometraje | Serbia               |
| 2019 | This is not Berlin                       | Featrued     | México               |
| 2019 | Until Porn Do Us Part                    | Documental   | Portugal             |
| 2019 | Dante vs. Mohammed Ali                   | Cortometraje | Países Bajos         |
| 2019 | Butterflies in Berlin                    | Animación    | Italia               |
| 2019 | Support                                  | Cortometraje | Serbia               |
| 2019 | Ficus                                    | Cortometraje | Macedonia del Norte  |
| 2019 | Crocodile                                | Cortometraje | España               |
| 2020 | Summer of 85                             | Feature      | Francia              |
| 2020 | Maria Luiza                              | Documental   | Brasil               |
| 2020 | Fabiu                                    | Cortometraje | Austria              |
| 2020 | Carrousel                                | Animación    | Bélgica              |
| 2020 | Prom Night                               | Cortometraje | Serbia               |
| 2020 | Snake                                    | Cortometraje | Macedonia del Norte  |
| 2020 | Let there be colour                      | Cortometraje | Bosnia y Herzegovina |
| 2020 | I'm not gay                              | Cortometraje | Macedonia del Norte  |